# Älgtest

Älgtest

Ett älgtest är ett undanmanöverprov som tidningen Teknikens Värld brukar utföra på bilar. Under perioden 1980-2001 ingick testformen i alla nybilstester utförda av Trafikmagasinet i Sveriges Television. Älgtestet standardiserades av motorjournalisten Christer Glenning som arbetade för Trafikmagasinet, Teknikens Värld och Vi Bilägare. Testet utförs på torr asfalt med bilen lastad upp till maxgränsen. Sedan kör man bilen på en S-formad konbana i allt högre hastigheter för att se hur den beter sig om man skulle behöva göra en snabb undanmanöver. 
Testet blev internationellt känt 1997 då en Mercedes-Benz A-klass oväntat välte under älgtest utfört av Teknikens Värld. Testet ifrågasattes av Mercedes-Benz som menade att det var riggat och att det inte alls var något fel på bilen. Efter att företaget på eget initiativ upprepat testet med samma resultat, förändrades modellens konstruktion. Mercedes-Benz hotade stämma Sveriges Television på miljonbelopp när A-klassens svagheter visades i Trafikmagasinet.[källa behövs] När ytterligare bilar av samma modell oväntat vält drogs hotet tillbaka. Namnet Älgtest infördes av en tysk tidning 1997.
Redan 1979 välte en testbil av märket Škoda i det s.k. älgtestet. Testförare var Björn Svallner, Vi Bilägare, på uppdrag av Trafikmagasinet. Modellen återkallades och försäljningen upphörde i Sverige under ett år, tills nya tester kunde visa att modellens körsäkerhet förbättrats. 
Teknikens Värld publicerar numera hur snabbt olika bilar tar sig igenom älgtestet, både gamla och nya. Se länk nedan.